# Monochamus regularis
Monochamus regularis är en skalbaggsart som först beskrevs av Aurivillius 1924.  Monochamus regularis ingår i släktet Monochamus och familjen långhorningar. Inga underarter finns listade i Catalogue of Life.